# Burghausen (Wasserlosen)
Burghausen ist ein Gemeindeteil der Gemeinde Wasserlosen im Landkreis Schweinfurt (Unterfranken, Bayern).

## Geographie
Direkt an das Pfarrdorf Burghausen grenzen die Orte Wülfershausen und Schwemmelsbach (beide Gemeinde Wasserlosen im Landkreis Schweinfurt) sowie Altbessingen, Neubessingen und Schwebenried (Ortsteile der Stadt Arnstein im Landkreis Main-Spessart).

## Geschichte Burghausens
Die älteste urkundliche Erwähnung der Villa Burghausen stammt von 1316. Dort wird festgehalten, dass Theodor von Heseler und ein nicht mehr lesbarer Adeliger dem Kloster Schönau Einkünfte aus dem großen und dem kleinen Zehnt um den Preis von 73 Pfund Heller verkauften. Die eigentliche Besiedelung muss um das Jahr 700 im Zuge der fränkischen Landnahme erfolgt sein. Es finden sich aber auch Überreste aus der Jungsteinzeit und Hügelgräber aus der Hallstattzeit.
1877 Neubau der Schule und Gründung der Freiwilligen Feuerwehr.
1966 Erschließung des Baugebietes (Siedlungsgelände) an der Klinge.
1968 bis 1978 Flurbereinigung mit Anlage eines Sportplatzes und eines Kinderspielplatzes. Am 1. Mai 1978 wurde die bis dahin selbständige Gemeinde in die Gemeinde Wasserlosen eingegliedert.

## Baudenkmäler
- Mariä Geburt und St. Valentin (Burghausen)

## Verkehr
Die Staatsstraße 2433 geht durch Burghausen.

## Wirtschaftliche Struktur

### Damals
In der Vergangenheit spielte die Landwirtschaft in Burghausen eine bedeutende Rolle.
- 1874 erste ortsfeste Dreschmaschinen (Antrieb durch Pferde oder Ochsen),
- 1911 erste Mähmaschine mit Ablage für Getreide,
- 1953 der erste Traktor,
- 1961 der erste Mähdrescher.

Handwerksbetriebe waren früher nur Zubrot zur Landwirtschaft.
Eine Sonderstellung hatten Wirt und Bierbrauer.

### Heute
In Burghausen sind mehrere kleine Handwerksbetriebe angesiedelt. Landwirtschaft wird bis auf wenige Ausnahmen nur noch als Nebenerwerb betrieben.

## Veranstaltungen
Jährlich finden unter anderem das Pfarrfest, das Maibaumaufstellen, das Eigenheimerfest am 1. Mai und das Fanclubfest am Vatertag statt.
Die größte jährliche Veranstaltung ist das Backofenfest, das im September gefeiert wird.